# Léopold Gottlieb

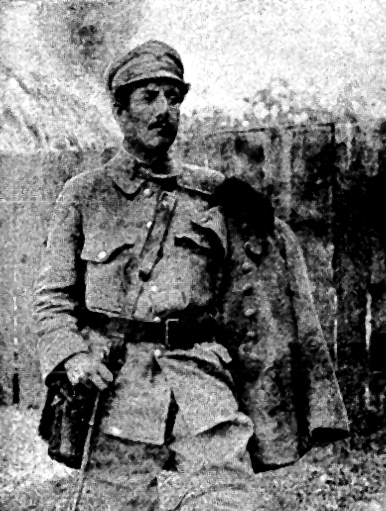
Leopold Gottlieb als Soldat im Ersten Weltkrieg

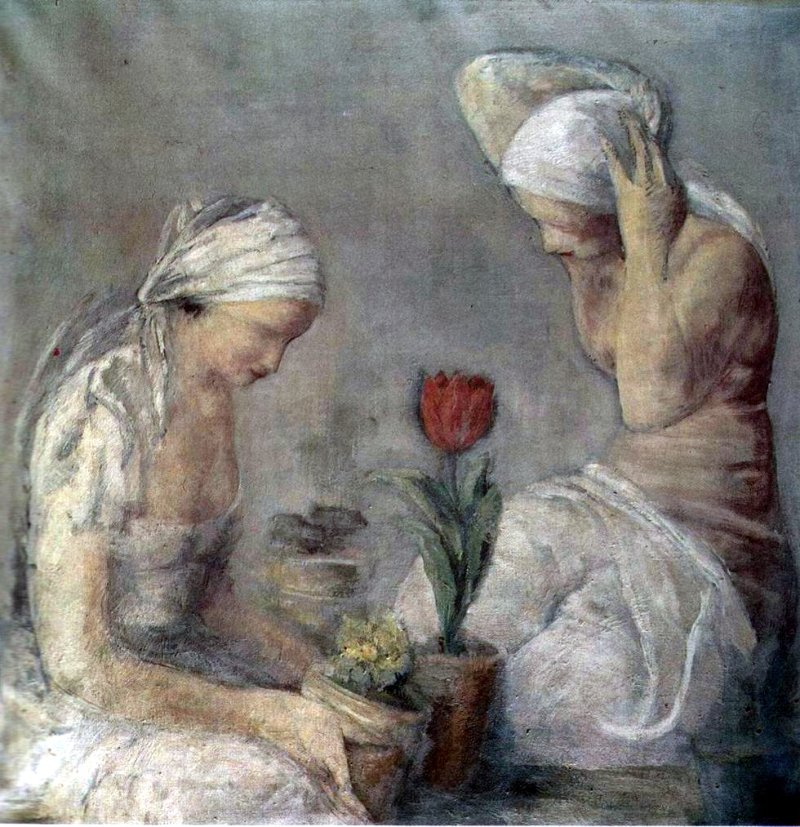
Kobiety i tulipan (1934)

Leopold Gottlieb (geboren 3. Juni 1879 in Drohobycz, Österreich-Ungarn; gestorben 24. April 1934 in Paris) war ein polnischer Maler. 

## Leben
Leopold Gottlieb war ein Bruder der Maler Maurycy Gottlieb (1856–1879) und Marcin Gottlieb (1867–1931). 
Von 1896 bis 1902 studierte er an der Krakauer Kunstakademie bei Jacek Malczewski, Józef Unierzyski und Teodor Axentowicz. In München hatte er Unterricht bei Anton Ažbe und war 1904 kurzzeitig in Paris. Danach war er wieder in Krakau, wurde in Wien Mitglied des Hagenbundes, lehrte 1906 an der Bezalel Academy of Arts and Design in Jerusalem. 1908 war er wieder in Paris und reiste 1913/14 nach Spanien. Im Ersten Weltkrieg diente er als Kriegsmaler in der I. Brigade der Polnischen Legionen und fertigte eintausend Porträts von Soldaten an. 
Ungefähr im Jahr 1926 ließ er sich dauerhaft in Paris nieder, war dort mit polnischen Künstlern verbunden und gehörte zur Société des Artistes Indépendants. Er schloss sich 1929 der Polnischen Künstlervereinigung Rytm an.    